# Ptinus explanatus
Ptinus explanatus là một loài bọ cánh cứng trong họ Ptinidae. Loài này được Fauvel miêu tả khoa học năm 1891.